# آزمون بروش پاگان
آزمون بروش-پاگان (به انگلیسی: Breusch–Pagan test) به منظور آزمودن واریانس ناهمسانی در مدل‌های رگرسیون خطی استفاده می‌شود و وابستگی واریانس جملات پسماند بدست آمده از رگرسیون خطی را به مقادیر متغیرهای توضیح دهنده مدل، بررسی می‌کند.

## مقدمه
یکی از فروض رگرسیون خطی به روش حداقل مربعات معمولی(OLS) اینست که تمامی جملات پسماند دارای واریانس برابر هستند. در عمل این فرض چندان صادق نیست و در بسیاری از نمونه‌ها به دلایل مختلفی از قبیل شکل نادرست تابع مدل، وجود نقاط پرت، شکست ساختاری در جامعه آماری، یادگیری در طی زمان و... شاهد پدیده واریانس ناهمسانی هستیم. برای بررسی این مشکل آزمون‌هایی از قبیل آزمون وایت، آزمون پارک، آزمون گلجسر، آزمون گولدفلد-کوانت و آزمون بروش-پاگان توسط اقتصاددانان مختلف معرفی شده‌است.
آزمون بروش-پاگان به منظور آزمودن واریانس ناهمسانی در مدل‌های رگرسیون خطی استفاده می‌شود و وابستگی واریانس جملات پسماند بدست آمده از رگرسیون خطی را به مقادیر متغیرهای توضیح دهنده مدل، بررسی می‌کند. این آزمون از ساده‌ترین آزمون‌های مورد استفاده در این زمینه است و توسط آقایان بروش و پاگان در سال ۱۹۷۹ معرفی شده‌است.

## مراحل آزمون بروش-پاگان
آزمون واریانس ناهمسانی به روش بروش-پاگان شامل چهار مرحله است:
۱- مدل رگرسیونی را با فرض واریانس همسانی تخمین می زنیم و جملات پسماند بدست آمده را نگه می داریم:
{\displaystyle y=\beta _{0}+\beta _{1}X_{1i}+\beta _{2}X_{2i}+\dots +\beta _{k}X_{ki}+u_{i}\,}
۲- مجذور جملات پسماند را روی متغیرهای توضیح دهنده X رگرسیون می زنیم. این معادیه رگرسیونی به بررسی ارتباط معنادار بین جملات پسماند و متغیرهای توضیح دهنده می‌پردازد. {\displaystyle \mathbb {R} ^{2}\,} بدست آمده از این رگرسیون را نگه می داریم :
{\displaystyle u_{i}^{2}=\gamma _{0}+\gamma _{1}X_{1i}+\gamma _{2}X_{2i}+\dots +\gamma _{k}X_{ki}+\eta _{i}}

۳-با استفاده از {\displaystyle \mathbb {R} ^{2}\,} بدست آمده، آماره LM وآماره F مربوطه را حساب می کنیم. آماره LM دارای توزیع کی دو {\displaystyle \chi _{k}^{2}} با درجه آزادی k و آماره ّF دارای توزیع اف با درجه آزادی k، n-k-۱ {\displaystyle F_{k,n-k-1}\,} است.
{\displaystyle LM=nR^{2}\,} و {\displaystyle F={\frac {\left({\frac {\mathbb {R} ^{2}}{k}}\right)}{\left({\frac {1-\mathbb {R} ^{2}}{n-k-1}}\right)}}}
1. با توجه به سطح اطمینان مورد نظرمان، مقادیر بحرانی متناظر با این آمارهها را از جداول توزیع‌های مربوطه بدست می آوریم، اگر مقادیر این آمارهها از مقادیر بحرانی بیشتر باشد، فرض صفر که دلالت بر واریانس همسانی دارد، رد می‌شود. لذا می‌توان گفت جملات پسماند ارتباط معناداری با متغیرهای توضیح دهنده X دارند پس واریانس ناهمسانی داریم.[۲]

## نرم‌افزار
در نرم‌افزار استتا(Stata) که جزو محبوبترین نرم‌افزارهای اقتصاد سنجی می‌باشد، این آزمون با دستور estat hettest قابل اجراست.